# (29362) Azumakofuzi
(29362) Azumakofuzi est un astéroïde de la ceinture principale.

## Description
(29362) Azumakofuzi est un astéroïde de la ceinture principale. Il fut découvert le 15 février 1996 à Nanyo par Tomimaru Okuni. Il présente une orbite caractérisée par un demi-grand axe de 2,24 UA, une excentricité de 0,10 et une inclinaison de 2,9° par rapport à l'écliptique.

## Compléments